# 非異性愛
非異性愛（ひいせいあい）またはノンヘテロセクシュアル（英：non-heterosexual）とは、異性愛ではない性的指向またはセクシュアル・アイデンティティを表す言葉である。この用語は、「何が標準であり、特定のグループがその標準とどのように異なるのかという概念」を定義するのに役立つ。非異性愛は、フェミニストやジェンダー研究の分野、一般的な学術文献において、選択、規定、単純に想定されている性的アイデンティティを区別するために使用されており、その性的アイデンティティの影響についてはさまざまな理解がなされている。この用語はクィアに似ているが、政治性は低く、より臨床的である。クィアは一般に、非規範的で非異性愛者であることを指す。この用語は「異性愛の認識されている規範に対して人々にレッテルを貼り、異性愛規範を強化する」ため、この用語は議論の余地があり、軽蔑的なものであると見る人もいる。それでも、非異性愛者は研究の一貫性を維持するのに役立つ唯一の用語であると述べ、それが「性的アイデンティティに関する私たちの言語の欠点を浮き彫りにする」と示唆する人もいる。例えば、これを使用すると両性愛者の消去が可能になる。

## 背景
多くのゲイ、レズビアン、バイセクシュアルの人々は、異性愛者のアイデンティティや指向とは異なるセクシュアリティを非難、抑圧、または否定的に判断する異なる文化や宗教の中で誕生した。さらに、大多数の異性愛者は依然として非異性愛行為をタブー視しており、型破りな性的欲求は一般に完全に隠されているか、さまざまな方法で隠蔽されている。非異性愛者には、異性愛者以外を自認する人々だけでなく、同性愛者、レズビアン、バイセクシュアル以外の人々もより完全に含まれます。一般的な例には、セイム・ジェンダー・ラヴィング、男性間性交渉者(MSM)、女性間性交渉者(WSW)、バイ・キュリアス、クエスチョニングなどがある。非異性愛者は、同性愛者、レズビアンとゲイ、LGBT、またはクィアよりも、より中立的であり、多くの選択肢に伴う重荷や性差別がないため、一般的な用語として適していると考えられている。例えば、アメリカ心理学会は1973年まで同性愛を精神疾患として分類していたが、依然として否定的な意味合いを持っている。

## 参照
1. ↑  Dilley, Patrick (2002). Queer Man on Campus: A History of Non-Heterosexual College Men 1945-2000. Routledge. pp. 4–16. ISBN 978-0-415-93337-7 2008年7月24日閲覧。
2. ↑  Hinds, Hilary; Ann Phoenix; Jackie Stacey (1992). Working Out: New Directions For Women's Studies. Routledge. pp. 85–95. ISBN 978-0-7507-0043-6 2008年7月24日閲覧。
3. ↑  Stevens, Richard A Jr (May–June 2005). “Queer Man on Campus: A History of Non-Heterosexual College Men, 1945-2000”.   Journal of College Student Development. 2008年10月14日時点のオリジナルよりアーカイブ。2008年7月24日閲覧。
4. ↑  Jaggar, Alison M. (1994). Living with Contradictions: Controversies in Feminist Social Ethics. Westview Press. pp. 499–502. ISBN 978-0-8133-1776-2 2008年7月24日閲覧。[リンク切れ]
5. ↑  Munt, Sally (1998). Butch/femme: Inside Lesbian Gender. Continuum International Publishing Group. pp. 93–100, 226, 228. ISBN 978-0-304-33959-4 2008年7月24日閲覧。
6. 1 2  Mathijs, Ernest; Janet Jones (2004). Big Brother International: Format, Critics and Publics. Wallflower Press. pp. 1945–55. ISBN 978-1-904764-18-2 2008年7月24日閲覧。
7. 1 2  Jewkes, Yvonne (2002). Dot.Cons: Crime, Deviance and Identity on the Internet. Willan Publishing. pp. 59–65. ISBN 978-1-84392-000-7 2008年7月24日閲覧。
8. 1 2  Weeks, Jeffrey; Brian Heaphy; Catherine Donovan (2001). Same Sex Intimacies: Families of Choice and Other Life Experiments. Routledge. pp. viii. ISBN 978-0-415-25477-9 2008年7月24日閲覧。
9. ↑  Taylor, Victor E.; Charles E. Winquist (2001). Encyclopedia of Postmodernism. Taylor & Francis. pp. 327. ISBN 978-0-415-15294-5 2008年7月24日閲覧。
10. ↑  Beasley, Chris; Charles E. Winquist (2005). Gender & Sexuality: Critical Theories, Critical Thinkers. Sage Publications Inc. pp. 161. ISBN 978-0-7619-6979-2 2008年7月24日閲覧。
11. ↑  Yip, Andrew K.T. (2004年). “Queering Religious Texts: An Exploration of British Non-heterosexual Christians' and Muslims' Strategy of Constructing Sexuality-affirming Hermeneutics”.   Nottingham Trent University. 2014年5月13日時点のオリジナルよりアーカイブ。2008年7月24日閲覧。; PDF version Archived 3 March 2016 at the Wayback Machine.
12. ↑  Browne, Kath (2003年). “Negotiations and Fieldworkings: Friendship and Feminist Research”.   University of Brighton. 2005年11月9日時点のオリジナルよりアーカイブ。2008年7月24日閲覧。;
13. ↑  Parker, Blaise Astra (2004年5月). “Queer Theory Goes To College”.   Journal of Sex Research. 2008年10月14日時点のオリジナルよりアーカイブ。2008年7月24日閲覧。 「彼には、バイセクシャルの行動パターンを持つ何人かの男性へのインタビューが含まれているが、バイセクシュアルであると自認する男性は一人もいない。したがって、私がバイセクシュアルの排除の問題に敏感であることを考えると、非異性愛者という用語は本質的に問題があった。」"He includes interviews of some men who have a behaviorally bisexual pattern, but none of men who self-identify as bisexual. Therefore, the term non-heterosexual was inherently problematic to me, given that I am sensitive to issues of bisexual exclusion."
14. ↑  Althaus-Reid, Marcella; Ann Phoenix; Jackie Stacey (2006). Liberation Theology and Sexuality. Ashgate Publishing, Ltd.. pp. 10–16. ISBN 978-0-7546-5080-5 2008年7月24日閲覧。
15. ↑  Gelder, Ken; Sarah Thornton (2005). The Subcultures Reader. Routledge. pp. 421–9. ISBN 978-0-415-34416-6 2008年7月24日閲覧。
16. ↑  Svensson, Travis K.; Charles E. Winquist (2004). A Bioethical Analysis of Sexual Reorientation Interventions: The Ethics of Conversion Therapy. Sage Publications Inc. pp. 23. ISBN 978-1-58112-415-6 2008年7月24日閲覧。
17. ↑  Joseph, Sherry (2005). Social Work Practice and Men who Have Sex with Men. Sage Publications Inc. pp. 27. ISBN 978-0-7619-3352-6 2008年7月24日閲覧。
18. ↑  Gullotta, Thomas P.; Martin Bloom (2003). Encyclopedia of Primary Prevention and Health Promotion. Springer. ISBN 978-0-306-47296-1 2008年7月24日閲覧。
19. ↑  Gaddy, Jim (3 February 2003). Spectrum trains members to educate students: Group to host sexual identity discussions. The Daily Reveille. ISBN 978-0-306-47296-1.  オリジナルの6 August 2009時点におけるアーカイブ。 2008年7月24日閲覧。